# Giappone ai XXI Giochi olimpici invernali
Il Giappone ha partecipato ai XXI Giochi olimpici invernali di Vancouver, che si sono svolti dal 12 al 28 febbraio 2010, con una delegazione di 95 atleti.

## Medaglie
| Sport                   | Oro | Argento | Bronzo | Totale |
| ----------------------- | --- | ------- | ------ | ------ |
| Pattinaggio di velocità | 0   | 2       | 1      | 3      |
| Pattinaggio di figura   | 0   | 1       | 1      | 2      |

| Medaglia | Nome                                  | Sport                   | Evento                           |
| -------- | ------------------------------------- | ----------------------- | -------------------------------- |
| Argento  | Mao Asada                             | Pattinaggio di figura   | Individuale femminile            |
| Argento  | Masako Hozumi Nao Kodaira Maki Tabata | Pattinaggio di velocità | Inseguimento a squadre femminile |
| Argento  | Keiichiro Nagashima                   | Pattinaggio di velocità | 500 m                            |
| Bronzo   | Daisuke Takahashi                     | Pattinaggio di figura   | Individuale maschile             |
| Bronzo   | Joji Kato                             | Pattinaggio di velocità | 500 m                            |

## Biathlon
| Gara              | Atleta       | Penalità    | Tempo d'arrivo | Posizione |
| ----------------- | ------------ | ----------- | -------------- | --------- |
| 10 km sprint      | Hidenori Isa | 3 (1+2)     | 27'42"2        | 68        |
| 20 km individuale | Hidenori Isa | 9 (3+0+3+3) | 58'06"2        | 83        |

| Gara               | Atleta           | Penalità    | Tempo d'arrivo | Posizione |
| ------------------ | ---------------- | ----------- | -------------- | --------- |
| 7,5 km sprint      | Fuyuko Tachizaki | 1 (1+0)     | 21'58"0        | 44        |
| 10 km inseguimento | Fuyuko Tachizaki | 1 (0+0+0+1) | 36'41"9        | 54        |
| 15 km individuale  | Fuyuko Tachizaki | 3 (1+1+0+1) | 46'30"3        | 53        |

## Bob
| Gara                   | Equipaggio                                                      | Manche 1 | Manche 2 | Manche 3 | Manche 4 | Totale  | Posizione |
| ---------------------- | --------------------------------------------------------------- | -------- | -------- | -------- | -------- | ------- | --------- |
| Bob a due maschile     | Hiroshi Suzuki Ryuichi Kobayashi                                | 53"24    | 53"30    | 53"13    |          | 2'39"67 | 21        |
| Bob a quattro maschile | Hiroshi Suzuki Shinji Doigawa Masaru Miyauchi Ryuichi Kobayashi | 52"09    | 54"16    | 52"53    |          | 2'38"78 | 21        |
| Bob a due femminile    | Manami Hino Konomi Asazu                                        | 54"64    | 54"78    | 54"65    | 54"31    | 3'38"38 | 16        |

## Combinata nordica
| Gara           | Atleta                                                      | Salto  | Salto | Salto | Fondo   | Fondo            | Posizione |
| Gara           | Atleta                                                      | Lungh. | Punti | Pos.  | Tempo   | Tempo + distacco | Posizione |
| -------------- | ----------------------------------------------------------- | ------ | ----- | ----- | ------- | ---------------- | --------- |
| NH + 10 km     | Taihei Katō                                                 | 96,5   | 114,0 | 28    | 25'43"9 | 27'09"9          | 24        |
| NH + 10 km     | Norihito Kobayashi                                          | 99,0   | 121,0 | 12    | 25'11"0 | 26'09"0          | 7         |
| NH + 10 km     | Daito Takahashi                                             | 98,0   | 119,5 | 13    | 26'21"0 | 27'25"0          | 27        |
| NH + 10 km     | Akito Watabe                                                | 96,5   | 114,5 | 27    | 25'41"0 | 27'05"0          | 21        |
| LH + 10 km     | Taihei Katō                                                 | 112,5  | 90,2  | 31    | 26'11"0 | 28'38"0          | 30        |
| LH + 10 km     | Norihito Kobayashi                                          | 112,0  | 90,5  | 30    | 26'00"1 | 28'26"1          | 27        |
| LH + 10 km     | Yusuke Minato                                               | 110,0  | 87,0  | 34    | 25'30"0 | 28'10"0          | 26        |
| LH + 10 km     | Akito Watabe                                                | 125,0  | 112,5 | 9     | 25'23"7 | 26'21"7          | 9         |
| Gara a squadre | Taihei Katō Daito Takahashi Akito Watabe Norihito Kobayashi | -      | 475,9 | 4     | 50'04"8 | 50'45"8          | 6         |

## Curling

### Torneo femminile
La squadra è stata composta da:
- Moe Meguro (skip)
- Mari Motohashi (third)
- Mayo Yamaura (second)
- Kotomi Ishizaki (lead)
- Anna Ohmiya (alternate)

#### Prima fase
| Sessione | Squadre     | Finale | 1 | 2 | 3 | 4 | 5 | 6 | 7 | 8 | 9 | 10 | 11 |
| -------- | ----------- | ------ | - | - | - | - | - | - | - | - | - | -- | -- |
| 1        | Stati Uniti | 7      | 1 | 2 | 0 | 1 | 0 | 2 | 0 | 1 | 0 | 0  |    |
| 1        | Giappone    | 9      | 0 | 0 | 1 | 0 | 3 | 0 | 3 | 0 | 1 | 1  |    |
| 2        | Giappone    | 6      | 0 | 3 | 0 | 0 | 0 | 2 | 0 | 0 | 1 | 0  |    |
| 2        | Canada      | 7      | 0 | 0 | 2 | 0 | 2 | 0 | 0 | 1 | 0 | 2  |    |
| 4        | Cina        | 9      | 2 | 0 | 0 | 0 | 2 | 0 | 2 | 0 | 0 | 3  |    |
| 4        | Giappone    | 5      | 0 | 1 | 0 | 1 | 0 | 1 | 0 | 2 | 0 | 0  |    |
| 6        | Regno Unito | 4      | 0 | 0 | 1 | 0 | 2 | 0 | 0 | 1 | 0 | X  |    |
| 6        | Giappone    | 11     | 1 | 0 | 0 | 3 | 0 | 1 | 1 | 0 | 5 | X  |    |
| 8        | Russia      | 9      | 0 | 0 | 0 | 3 | 3 | 0 | 0 | 2 | 0 | 1  | 0  |
| 8        | Giappone    | 12     | 0 | 0 | 0 | 0 | 0 | 3 | 3 | 0 | 3 | 0  | 3  |
| 9        | Giappone    | 6      | 0 | 0 | 0 | 1 | 0 | 2 | 0 | 1 | 0 | 2  |    |
| 9        | Germania    | 7      | 0 | 2 | 1 | 0 | 1 | 0 | 1 | 0 | 2 | 0  |    |
| 10       | Giappone    | 4      | 1 | 0 | 1 | 0 | 1 | 0 | 1 | 0 | X | X  |    |
| 10       | Svizzera    | 10     | 0 | 2 | 0 | 4 | 0 | 2 | 0 | 2 | X | X  |    |
| 11       | Giappone    | 6      | 0 | 1 | 0 | 1 | 0 | 3 | 0 | 1 | 0 | X  |    |
| 11       | Svezia      | 10     | 2 | 0 | 3 | 0 | 1 | 0 | 2 | 0 | 2 | X  |    |
| 12       | Giappone    | 5      | 0 | 0 | 0 | 2 | 0 | 2 | 0 | 0 | 1 | X  |    |
| 12       | Danimarca   | 7      | 0 | 0 | 3 | 0 | 1 | 0 | 0 | 3 | 0 | X  |    |

Classifica
| Squadre     | G | V | P | PF | PS |
| ----------- | - | - | - | -- | -- |
| Canada      | 9 | 8 | 1 | 56 | 37 |
| Svezia      | 9 | 7 | 2 | 56 | 52 |
| Cina        | 9 | 6 | 3 | 61 | 47 |
| Svizzera    | 9 | 6 | 3 | 67 | 48 |
| Danimarca   | 9 | 4 | 5 | 49 | 61 |
| Germania    | 9 | 3 | 6 | 52 | 56 |
| Regno Unito | 9 | 3 | 6 | 54 | 59 |
| Giappone    | 9 | 3 | 6 | 64 | 70 |
| Russia      | 9 | 3 | 6 | 53 | 60 |
| Stati Uniti | 9 | 2 | 7 | 43 | 65 |

## Freestyle
| Gara            | Atleta         | Qualificazioni | Qualificazioni | Qualificazioni | Qualificazioni | Qualificazioni | Finale | Finale | Finale | Finale | Finale    |
| Gara            | Atleta         | Curve          | Salti          | Tempo          | Totale         | Posizione      | Curve  | Salti  | Tempo  | Totale | Posizione |
| --------------- | -------------- | -------------- | -------------- | -------------- | -------------- | -------------- | ------ | ------ | ------ | ------ | --------- |
| Gobbe maschile  | Shō Endō       | 12,8           | 5,06           | 6,50           | 24,36          | 8              | 13,1   | 5,24   | 7,04   | 25,38  | 7         |
| Gobbe maschile  | Nobuyuki Nishi | 12,9           | 4,61           | 6,01           | 23,52          | 15             | 13,4   | 4,85   | 6,86   | 25,11  | 9         |
| Gobbe maschile  | Kai Ozaki      | 11,0           | 3,94           | 7,13           | 22,07          | 24             |        |        |        |        |           |
| Gobbe maschile  | Yugo Tsukita   | 13,0           | 4,60           | 6,20           | 23,80          | 11             | 12,0   | 4,38   | 6,36   | 22,74  | 17        |
| Gobbe femminile | Miki Itō       | 11,7           | 4,74           | 5,37           | 21,81          | 15             | 11,6   | 4,44   | 5,59   | 21,63  | 12        |
| Gobbe femminile | Arisa Murata   | 12,2           | 4,92           | 5,87           | 22,99          | 11             | 12,5   | 4,56   | 6,16   | 23,22  | 8         |
| Gobbe femminile | Tae Satoya     | 12,1           | 3,60           | 6,45           | 22,15          | 13             | 5,6    | 2,52   | 4,73   | 12,85  | 19        |
| Gobbe femminile | Aiko Uemura    | 12,8           | 4,98           | 6,53           | 24,31          | 5              | 12,9   | 5,16   | 6,62   | 24,68  | 4         |

| Gara                | Atleta           | Qualificazioni | Qualificazioni | Ottavi | Quarti | Semifinali | Finale |
| ------------------- | ---------------- | -------------- | -------------- | ------ | ------ | ---------- | ------ |
| Ski cross maschile  | Hiroomi Takizawa | 1'15"03        | 26             | 3      |        |            |        |
| Ski cross femminile | Noriko Fukushima | 1'20"56        | 21             | 3      |        |            |        |

## Pattinaggio di figura
| Gara                  | Atleta                | Obbligatorio | Obbligatorio | Breve/Originale | Breve/Originale | Libero | Libero | Totale | Totale |
| Gara                  | Atleta                | Punti        | Pos.         | Punti           | Pos.            | Punti  | Pos.   | Punti  | Pos.   |
| --------------------- | --------------------- | ------------ | ------------ | --------------- | --------------- | ------ | ------ | ------ | ------ |
| Individuale maschile  | Takahiko Kozuka       |              |              | 79,59           | 8               | 151,60 | 8      | 231,19 | 8      |
| Individuale maschile  | Nobunari Oda          |              |              | 84,85           | 4               | 153,69 | 7      | 238,54 | 7      |
| Individuale maschile  | Daisuke Takahashi     |              |              | 90,25           | 3               | 156,98 | 5      | 247,23 |        |
| Individuale femminile | Miki Andō             |              |              | 64,76           | 4               | 124,10 | 6      | 188,86 | 5      |
| Individuale femminile | Mao Asada             |              |              | 73,78           | 2               | 131,72 | 2      | 205,50 |        |
| Individuale femminile | Akiko Suzuki          |              |              | 61,02           | 11              | 120,42 | 7      | 181,44 | 8      |
| Danza su ghiaccio     | Cathy Reed Chris Reed | 29,49        | 18           | 50,81           | 14              | 79,30  | 16     | 159,60 | 17     |

## Pattinaggio di velocità
| Gara   | Atleta         | Tempo 1 | Tempo 2 | Totale  | Posizione |
| ------ | -------------- | ------- | ------- | ------- | --------- |
| 500 m  | Nao Kodaira    | 38"835  | 38"797  | 1'17"63 | 12        |
| 500 m  | Tomomi Okazaki | 38"971  | 39"060  | 1'18"03 | 16        |
| 500 m  | Shihomi Shinya | 38"964  | 38"765  | 1'17"72 | 14        |
| 500 m  | Sayuri Yoshii  | 38"566  | 38"432  | 1'16"99 | 5         |
| 1000 m | Nao Kodaira    | 1'16"80 | 1'16"80 | 1'16"80 | 5         |
| 1000 m | Tomomi Okazaki | 1'19"41 | 1'19"41 | 1'19"41 | 34        |
| 1000 m | Miho Takagi    | 1'19"53 | 1'19"53 | 1'19"53 | 35        |
| 1000 m | Sayuri Yoshii  | 1'17"81 | 1'17"81 | 1'17"81 | 15        |
| 1500 m | Nao Kodaira    | 1'58"20 | 1'58"20 | 1'58"20 | 5         |
| 1500 m | Maki Tabata    | 2'00"12 | 2'00"12 | 2'00"12 | 19        |
| 1500 m | Miho Takagi    | 2'01"86 | 2'01"86 | 2'01"86 | 23        |
| 1500 m | Sayuri Yoshii  | 2'02"26 | 2'02"26 | 2'02"26 | 26        |
| 3000 m | Masako Hozumi  | 4'07"36 | 4'07"36 | 4'07"36 | 6         |
| 3000 m | Shiho Ishizawa | 4'15"62 | 4'15"62 | 4'15"62 | 15        |
| 3000 m | Eri Natori     | 4'18"18 | 4'18"18 | 4'18"18 | 21        |
| 5000 m | Masako Hozumi  | 7'04"97 | 7'04"97 | 7'04"97 | 7         |
| 5000 m | Shiho Ishizawa | 7'12"23 | 7'12"23 | 7'12"23 | 9         |

| Quarti di finale                               |         |                                                                       |         |
| Giappone Masako Hozumi Nao Kodaira Maki Tabata | 3'02"89 | Corea del Sud Lee Ju-Youn Noh Seon-Yeong Park Do-Yeong                | 3'07"45 |
| Semifinale                                     |         |                                                                       |         |
| Giappone Masako Hozumi Nao Kodaira Maki Tabata | 3'02"73 | Polonia Katarzyna Bachleda-Curuś Katarzyna Woźniak Luiza Złotkowska   | 3'02"92 |
| Finale A                                       |         |                                                                       |         |
| Giappone Masako Hozumi Nao Kodaira Maki Tabata | 3'02"84 | Germania Daniela Anschütz-Thoms Stephanie Beckert Katrin Mattscherodt | 3'02"82 |

| Gara    | Atleta              | Tempo 1  | Tempo 2  | Totale   | Posizione |
| ------- | ------------------- | -------- | -------- | -------- | --------- |
| 500 m   | Joji Kato           | 34"937   | 35"076   | 1'10"01  |           |
| 500 m   | Keiichiro Nagashima | 35"108   | 34"876   | 1'09"98  |           |
| 500 m   | Yuya Oikawa         | 35"174   | 35"254   | 1'10"42  | 13        |
| 500 m   | Akio Ota            | 35"315   | 35"347   | 1'10"66  | 17        |
| 1000 m  | Ryohei Haga         | 1'11"46  | 1'11"46  | 1'11"46  | 29        |
| 1000 m  | Keiichiro Nagashima | 1'12"71  | 1'12"71  | 1'12"71  | 37        |
| 1000 m  | Tadashi Obara       | 1'10"51  | 1'10"51  | 1'10"51  | 17        |
| 1000 m  | Teruhiro Sugimori   | 1'11"13  | 1'11"13  | 1'11"13  | 26        |
| 1500 m  | Shingo Doi          | 1'49"77  | 1'49"77  | 1'49"77  | 30        |
| 1500 m  | Teruhiro Sugimori   | 1'49"19  | 1'49"19  | 1'49"19  | 26        |
| 5000 m  | Shigeyuki Dejima    | 6'43"82  | 6'43"82  | 6'43"82  | 27        |
| 5000 m  | Hiroki Hirako       | 6'33"90  | 6'33"90  | 6'33"90  | 19        |
| 10000 m | Hiroki Hirako       | 13'37"56 | 13'37"56 | 13'37"56 | 11        |

| Quarti di finale                                          |                    |                                                         |         |
| Giappone Shigeyuki Dejima Hiroki Hirako Teruhiro Sugimori | 3'48"15            | Stati Uniti Chad Hedrick Jonathan Kuck Trevor Marsicano | 3'44"25 |
| Finale D                                                  |                    |                                                         |         |
| Giappone Shigeyuki Dejima Hiroki Hirako Teruhiro Sugimori | 3'49"11 (8º posto) | Svezia Joel Eriksson Daniel Friberg Johan Röjler        | 3'46"18 |

## Salto con gli sci
| Gara               | Atleta                                                 | Qualificazioni | Qualificazioni | Qualificazioni | Finale          | Finale         | Finale          | Finale         | Finale       | Posizione |
| Gara               | Atleta                                                 | Lunghezza      | Punti          | Pos.           | Lungh. 1° salto | Punti 1° salto | Lungh. 2° salto | Punti 2° salto | Punti totali | Posizione |
| ------------------ | ------------------------------------------------------ | -------------- | -------------- | -------------- | --------------- | -------------- | --------------- | -------------- | ------------ | --------- |
| Trampolino normale | Daiki Itō                                              | 104,5          | 134,5          | 5              | 100,5           | 125,0          | 100,0           | 124,5          | 249,5        | 15        |
| Trampolino normale | Noriaki Kasai                                          | 105,5          | 133,5          | 6              | 99,0            | 120,5          | 100,5           | 124,0          | 244,5        | 17        |
| Trampolino normale | Taku Takeuchi                                          | 96,0           | 113,5          | 33             | 94,5            | 110,5          |                 |                | 110,5        | 34        |
| Trampolino normale | Shōhei Tochimoto                                       | 95,0           | 111,0          | 39             | 93,5            | 108,5          |                 |                | 108,5        | 27        |
| Trampolino lungo   | Daiki Itō                                              | 139,5          | 142,6          | 2              | 117,0           | 95,6           | 128,5           | 121,3          | 216,9        | 20        |
| Trampolino lungo   | Noriaki Kasai                                          | 142,5          | 143,5          | 1              | 121,5           | 105,7          | 135,0           | 133,5          | 239,2        | 8         |
| Trampolino lungo   | Taku Takeuchi                                          | 119,5          | 121,6          | 22             | 110,5           | 83,9           |                 |                | 83,9         | 37        |
| Trampolino lungo   | Shōhei Tochimoto                                       | 130,5          | 123,4          | 19             | 105,5           | 73,4           |                 |                | 73,4         | 45        |
| Gara a squadre     | Daiki Itō Taku Takeuchi Shōhei Tochimoto Noriaki Kasai |                |                |                | -               | 484,7          | -               | 523,0          | 1007,7       | 5         |

## Sci alpino
| Gara   | Atleta           | 1° manche  | 2° manche | Tempo totale | Posizione |
| ------ | ---------------- | ---------- | --------- | ------------ | --------- |
| Slalom | Kentarō Minagawa | non finito |           |              |           |
| Slalom | Akira Sasaki     | 49"41      | 52"35     | 1'41"76      | 18        |

## Sci di fondo
| Gara                        | Atleta      | Tempo d'arrivo | Posizione |
| --------------------------- | ----------- | -------------- | --------- |
| 15 km a tecnica libera      | Nobu Naruse | 36'01"6        | 49        |
| 30 km inseguimento          | Nobu Naruse | 1h 22'11"1     | 39        |
| 50 km con partenza in linea | Nobu Naruse | 2h 10'59"2     | 35        |

| Gara              | Atleta                  | Qualificazioni | Qualificazioni | Quarti di finale | Quarti di finale | Semifinali | Semifinali | Finale | Finale    |
| Gara              | Atleta                  | Tempo          | Pos.           | Tempo            | Pos.             | Tempo      | Pos.       | Tempo  | Posizione |
| ----------------- | ----------------------- | -------------- | -------------- | ---------------- | ---------------- | ---------- | ---------- | ------ | --------- |
| Individuale       | Yuichi Onda             | 3'38"49        | 11             | 3'37"9           | 4                |            |            |        |           |
| Sprint di squadra | Yuichi Onda Nobu Naruse |                |                |                  |                  | 18'54"8    | 7          |        |           |

| Gara                        | Atleta                                                         | Tempo d'arrivo | Posizione |
| --------------------------- | -------------------------------------------------------------- | -------------- | --------- |
| 10 km a tecnica libera      | Nobuko Fukuda                                                  | 27'47"7        | 52        |
| 10 km a tecnica libera      | Michiko Kashiwabara                                            | 28'32"0        | 61        |
| 15 km inseguimento          | Masako Ishida                                                  | 42'24"3        | 20        |
| 30 km con partenza in linea | Masako Ishida                                                  | 1h 31'56"5     | 5         |
| 30 km con partenza in linea | Madoka Natsumi                                                 | 1h 37'35"4     | 31        |
| Staffetta 4x5 km            | Madoka Natsumi Masako Ishida Nobuko Fukuda Michiko Kashiwabara | 57'40"4        | 9         |

| Gara              | Atleta                       | Qualificazioni | Qualificazioni | Quarti di finale | Quarti di finale | Semifinali | Semifinali | Finale | Finale    |
| Gara              | Atleta                       | Tempo          | Pos.           | Tempo            | Pos.             | Tempo      | Pos.       | Tempo  | Posizione |
| ----------------- | ---------------------------- | -------------- | -------------- | ---------------- | ---------------- | ---------- | ---------- | ------ | --------- |
| Individuale       | Madoka Natsumi               | 3'48"48        | 22             | 3'42"6           | 6                |            |            |        |           |
| Sprint di squadra | Madoka Natsumi Nobuko Fukuda |                |                |                  |                  | 19'51"7    | 7          |        |           |

## Short track
| Gara   | Atleta            | Batterie | Batterie | Quarti di finale | Quarti di finale | Semifinali | Semifinali | Finale | Finale |
| Gara   | Atleta            | Tempo    | Pos.     | Tempo            | Pos.             | Tempo      | Pos.       | Tempo  | Pos.   |
| ------ | ----------------- | -------- | -------- | ---------------- | ---------------- | ---------- | ---------- | ------ | ------ |
| 500 m  | Takahiro Fujimoto | 42"366   | 4        |                  |                  |            |            |        |        |
| 500 m  | Junpei Yoshizawa  | 42"158   | 1        | 41"906           | 4                |            |            |        |        |
| 1000 m | Takahiro Fujimoto | 1'26"359 | 4        |                  |                  |            |            |        |        |
| 1000 m | Yuzo Takamido     | 1'26"074 | 3        |                  |                  |            |            |        |        |
| 1500 m | Takahiro Fujimoto |          |          | 2'16"155         | 3                | 2'15"984   | 6          |        |        |
| 1500 m | Yuzo Takamido     |          |          | 2'15"402         | 5                |            |            |        |        |
| 1500 m | Junpei Yoshizawa  |          |          | 2'30"701         | 5                | 2'15"129   | 6          |        |        |

| Gara             | Atleta                                      | Batterie | Batterie | Quarti di finale | Quarti di finale | Semifinali | Semifinali | Finale   | Finale |  |  |
| Gara             | Atleta                                      | Tempo    | Pos.     | Tempo            | Pos.             | Tempo      | Pos.       | Tempo    | Pos.   |  |  |
| ---------------- | ------------------------------------------- | -------- | -------- | ---------------- | ---------------- | ---------- | ---------- | -------- | ------ |  |  |
| 500 m            | Yui Sakai                                   | 44"341   | 3        |                  |                  |            |            |          |        |  |  |
| 500 m            | Biba Sakurai                                | 45"146   | 4        |                  |                  |            |            |          |        |  |  |
| 1000 m           | Ayuko Ito                                   | 1'31"137 | 3        |                  |                  |            |            |          |        |  |  |
| 1000 m           | Mika Ozawa                                  | 1'32"577 | 2        | 1'32"183         | 4                |            |            |          |        |  |  |
| 1000 m           | Biba Sakurai                                |          |          | 1'36"416         | 3                |            |            |          |        |  |  |
| 1500 m           | Mika Ozawa                                  |          |          | squalificata     | squalificata     |            |            |          |        |  |  |
| 1500 m           | Hiroko Sadakane                             |          |          | 2'28"046         | 2                | 2'24"901   | 4          | 2'43"135 | 12     |  |  |
| 1500 m           | Biba Sakurai                                |          |          | 2'30"458         | 5                |            |            |          |        |  |  |
| 3000 m staffetta | Ayuko Ito Mika Ozawa Yui Sakai Biba Sakurai |          |          |                  |                  | 4'13"752   | 3          | 4'28"745 | 7      |  |  |

## Skeleton
| Gara              | Atleta          | Manche 1     | Manche 2     | Manche 3     | Manche 4     | Totale       | Posizione    |
| ----------------- | --------------- | ------------ | ------------ | ------------ | ------------ | ------------ | ------------ |
| Singolo femminile | Nozomi Komuro   | squalificata | squalificata | squalificata | squalificata | squalificata | squalificata |
| Singolo maschile  | Kazuhiro Koshi  | 54"02        | 54"10        | 53"74        | 53"42        | 3'35"28      | 20           |
| Singolo maschile  | Shinsuke Tayama | 53"94        | 53"84        | 54"03        | 53"36        | 3'35"17      | 19           |

## Slittino
| Gara              | Atleta          | Manche 1     | Manche 2     | Manche 3     | Manche 4     | Totale       | Posizione    |
| ----------------- | --------------- | ------------ | ------------ | ------------ | ------------ | ------------ | ------------ |
| Singolo femminile | Madoka Harada   | 42"608       | 42"112       | 42"572       | 43"188       | 2'50"480     | 26           |
| Singolo femminile | Aya Yasuda      | squalificata | squalificata | squalificata | squalificata | squalificata | squalificata |
| Singolo maschile  | Takahisa Oguchi | 49"542       | 49"780       | 49"818       | 49"903       | 3'19"043     | 30           |

## Snowboard
| Gara               | Atleta           | Qualificazioni | Qualificazioni | Semifinali           | Semifinali           | Finale    | Finale    |
| Gara               | Atleta           | Punteggio      | Pos.           | Punteggio            | Pos.                 | Punteggio | Posizione |
| ------------------ | ---------------- | -------------- | -------------- | -------------------- | -------------------- | --------- | --------- |
| Halfpipe maschile  | Ryō Aono         | 43,1           | 2              | di diritto in finale | di diritto in finale | 32,9      | 9         |
| Halfpipe maschile  | Daisuke Murakami | 13,5           | 15             |                      |                      |           |           |
| Halfpipe maschile  | Kazuhiro Kokubo  | 42,5           | 2              | di diritto in finale | di diritto in finale | 35,7      | 8         |
| Halfpipe maschile  | Kohei Kudo       | 37,1           | 7              | 33,5                 | 8                    |           |           |
| Halfpipe femminile | Shiho Nakashima  | 31,4           | 14             | 34,9                 | 7                    |           |           |
| Halfpipe femminile | Rana Okada       | 7,2            | 29             |                      |                      |           |           |
| Halfpipe femminile | Soko Yamaoka     | 37,0           | 9              | 30,6                 | 10                   |           |           |

| Gigante parallelo maschile  | Yuki Nofuji     | 1'23"88 | 27 |             |        |  |  |  |  |  |  |  |  |
| Gigante parallelo femminile | Tomoka Takeuchi | 1'24"42 | 10 | T. Takeuchi | +12"68 |  |  |  |  |  |  |  |  |
| Gigante parallelo femminile | Tomoka Takeuchi | 1'24"42 | 10 | C. Riegler  |        |  |  |  |  |  |  |  |  |
| Gigante parallelo femminile | Eri Yanetani    | 1'26"39 | 21 |             |        |  |  |  |  |  |  |  |  |

| Gara                      | Atleta        | Qualificazioni | Qualificazioni | Quarti | Semifinali | Finale |
| ------------------------- | ------------- | -------------- | -------------- | ------ | ---------- | ------ |
| Snowboard cross femminile | Natsuko Doi   | 1'31"23        | 14             | 3      |            |        |
| Snowboard cross femminile | Yuka Fujimori | DNS            | DNS            |        |            |        |